# James H. Davidson

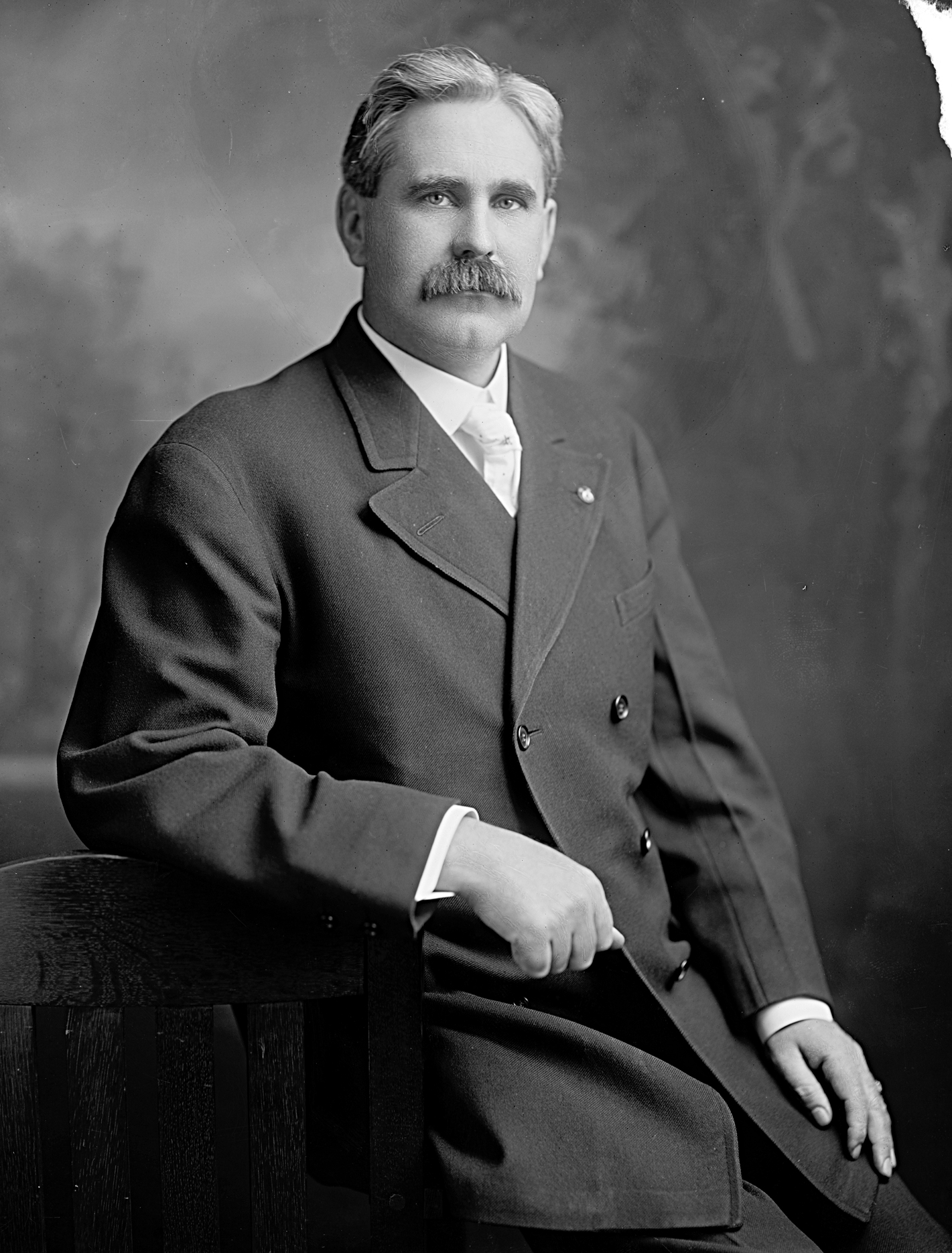
James H. Davidson

James Henry Davidson (* 18. Juni 1858 in Colchester, Delaware County, New York; † 6. August 1918 in Washington, D.C.) war ein US-amerikanischer Politiker. Zwischen 1897 und 1913 sowie nochmals von 1917 bis 1918 vertrat er den Bundesstaat Wisconsin im US-Repräsentantenhaus.

## Werdegang
James Davidson besuchte die öffentlichen Schulen seiner Heimat und danach die Walton Academy. Anschließend unterrichtete er selbst für einige Jahre im Delaware County und im Sullivan County als Lehrer. Nach einem anschließenden Jurastudium an der Albany Law School und seiner im Jahr 1884 erfolgten Zulassung als Rechtsanwalt begann er in Princeton (Wisconsin) in seinem neuen Beruf zu arbeiten. Außerdem unterrichtete er auch weiterhin als Lehrer. Im Jahr 1888 wurde Davidson Bezirksstaatsanwalt im Green Lake County.
Politisch war Davidson Mitglied der Republikanischen Partei. Im Jahr 1890 war er im sechsten Kongresswahlbezirk von Wisconsin Vorsitzender des republikanischen Kongresskomitees. Im Jahr 1892 zog er nach Oshkosh, wo er seine Anwaltstätigkeit fortsetzte. Von 1895 bis 1897 war er juristischer Berater seiner neuen Heimatstadt. Bei den Kongresswahlen des Jahres 1896 wurde Davidson im sechsten Distrikt von Wisconsin in das US-Repräsentantenhaus in Washington gewählt, wo er am 4. März 1897 die Nachfolge von Samuel A. Cook antrat. Nach sieben Wiederwahlen konnte er bis zum 3. März 1913 acht zusammenhängende Legislaturperioden im Kongress absolvieren. Seit 1903 vertrat er dort als Nachfolger von Edward S. Minor den achten Bezirk seines Staates. Von 1899 bis 1911 war er Vorsitzender des Eisenbahn- und Kanalausschusses (Committee on Railways and Canals). Während seiner ersten Zeit im Kongress fand der Spanisch-Amerikanische Krieg statt.
1912 und 1914 bewarb sich Davidson erfolglos um seinen Verbleib im bzw. seine Rückkehr in den Kongress. In dieser Zeit arbeitete er wieder als Rechtsanwalt. Bei den Wahlen des Jahres 1916 wurde er im sechsten Distrikt erneut in das US-Repräsentantenhaus gewählt. Am 4. März 1917 löste er dort Michael Reilly ab. Er konnte seine eigentlich bis zum 3. März 1919 laufende Amtszeit aber nicht mehr beenden, da er bereits am 6. August 1918 in Washington verstarb. Seine letzte Legislaturperiode wurde von den Ereignissen des Ersten Weltkrieges bestimmt. James Davidson wurde in Oshkosh beigesetzt.